# William Kidd
William Kidd, også kendt som kaptajn Kidd (omkring 1645 i Greenock, Skotland – henrettet 23. maj 1701 i Wapping, London) var både skibsreder og kaper, mest kendt som pirat.

## Baggrund
Hans oprindelse er ret obskur, men han fortalte Paul Lorraine, kapellan i Newgate-fængslet i London og sekretær for Samuel Pepys, at han var "omkring 56 år" i 1701. I 1691 modtog han en belønning på £ 150 fra byrådet i New York for sine tjenester under urolighederne i kolonien efter opstanden i 1688. Oberst R. Livingston (1654–1724), en respekteret jordejer i New York, anbefalede ham til den nyudnævnte guvernør, lord Richard Bellomont (1636 - ca 1700), som vel skikket til at føre et fartøj mod piraterne på den amerikanske østkyst. Dermed blev skibet Adventure Galley på 275 tons og med 30 kanoner udstyret for private midler og under kaptajn Kidds kommando bemyndiget af kongen til at arrestere alle pirater og opbringe franske skibe. Kidd var gift med en af New Yorks rigeste enker Sarah Bradley Cox Oort. Selv om hun kun var først i tyverne, var det allerede hendes tredje ægteskab, og arven efter hendes første mand gjorde Kidd i stand til at bidrage til New Yorks Trinity-kirke.

## Kapervirksomhed
Kaptajn Kidd sejlede ud fra Plymouth i maj 1696 med kurs mod New York, hvor han hyrede mandskab, og i 1697 nåede han Madagaskar, sørøvernes foretrukne samlingssted. Imidlertid gjorde han intet for at standse deres virksomhed. Tværtimod gik han i forbund med den berygtede pirat Culliford. Det virker, som Kidd kun havde til hensigt at opbringe franske skibe. Da han ingen fandt, opbragte han amerikanske handelsskibe under påskud af, at de var udstyret med franske pas og derfor var priser efter loven. Han plyndrede også Malabarkysten. I 1698–99 fandt klager vejen til den britiske regering om, hvad han foretog sig. Lord Bellomont fik ordre til at arrestere Kidd, hvis han vendte tilbage til Amerika. Kidd forlod Adventure ved Madagaskar og sejlede til Amerika på en af sine priser, Quedah Merchant, som han efterlod i Vestindien. Han ankom til New England i en lille slup med meget af sit mandskab og skrev til lord Bellomont og retfærdiggjorde sine handlinger og sendte guvernøren bytte.

## Retssag og dom
Med et falskt løfte om benådning narrede lord Bellomont Kidd til Boston, hvor han blev arresteret 6. juli 1699. Også hans kone blev arresteret. Kidd blev sendt til England og sigtet først for mord på en af sit mandskab så sammen med andre for piratvirksomhed. Han skulle udspørges af parlamentet i London, assisteret af to forsvarere. Retssagen startede 8. maj 1701 i Old Bailey og strakte sig over to dage. Kidd blev fundet skyldig i begge anklager og dømt til at hænges i Execution Dock - henrettelsesdokken i bydelen Wapping i London. Vidner mod ham var to medlemmer af hans mandskab, men ingen andre vidner kunne fremskaffes, som dommeren sagde til hans protester. Kidd håbede på benådning, og de andre, som blev dømt sammen med ham, blev benådet, bortset fra irlænderen Darby Mullins. 23. maj blev de hentet i Newgate-fængslet; til kapellanens forargelse havde Kidd drukket. Ved ebbe kl. 17 nåede de dokken neden for Wappings gamle trappe, hvor galgen for pirater stod. Kidd talte til mængden, og bad alle kaptajner om at lære af hans skæbne. Efter hængningen blev de døde lænket fast og efterladt, til tre tidevand havde skyllet over dem.
Over 200.000 var mødt frem til henrettelsen af Kidd, Mullins og to franskmænd. Rebet om Kidds hals brast i første omgang, så han tumlede ned i pløret og så de andre dø over sig. Mange steder i England anså man et bristende reb som Guds indgriben, og lod fangen leve, men ikke i Kidds tilfælde. Han blev klynget op igen. Nogen mente, hans sidste ord var en hilsen til konen og datteren i New York, og at hans største smerte var hans kones sorg over hans skammelige død.
Efter sin død blev Kidd tjæret og placeret i et jernbur. Hans levninger hang ud mod Themsen på Tilbury Point i Essex i tre år som en advarsel til søfolk og pirater.
Flere ekspeditioner har ledt efter kaptajn Kidds skat, og omkring £ 14,000 blev fundet fra Kidds skib og på Gardiner’s Island (ved den østlige ende af Long Island); men værdien viste sig meget overdrevet. Balladen om ham er en slet efterligning af sangen om admiral Benbow. 
I 2015 blev en 50-kilos sølvbarre fra Adventure Galley fundet ved Madagaskar.

## I populærkulturen

### Film og tv
- Charles Laughton spillede Kidd i to film; Captain Kidd (1945) og Abbott and Costello Meet Captain Kidd (1952).
- John Crawford spillede Kidd i serien The Great Adventures of Captain Kidd (1953)
- Love Nystrom spillede Kidd i miniserien Blackbeard (2006).
- Kaptajn Kidd optræder i et afsnit af I Dream of Jeannie

### Musik
- Den traditionelle folksang "The Ballad of Captain Kidd" var populær fra udgivelsen omkring Kidds død[7] og har melodien fra "What Wondrous Love Is This".
- Sangen "Captain Kidd" (1945) af sangeren Ella Mae Morse med Billy May og hans orkester omhandler Kidd.[8] Sangen "The Land of Make Believe" af Bucks Fizz nåede førstepladsen af hitlisterne i 1982 i Storbritannien, Holland, Belgien og Irland. teksten lyder "Captain Kidd's on the sand, With the treasure close at hand."
- Bob Dylan nævner Kidd i sangen "Bob Dylan's 115th Dream" fra hans 5. album Bringing It All Back Home (1965).
- Sangen "Ballad of William Kidd" af heavy metal bandet Running Wild er baseret på Kidds liv, særligt begivenhederne omkring han rettergang og henrettelse.
- En version af "Ballad of William Kidd" synges af Commander Klaes Ashford i sæson 3 og 4 af The Expanse. Den blev spillet af Blackbeard's Tea Party.
- TGruppen Scissorfight udgav sangen "The Gibbeted Captain Kidd" på deres album Balls Deep (1998).
- TGruppen Great Big Sea udgav en sang kaldet "Captain Kidd" på deres album The Hard and The Easy (2005).
- TGruppen Relient K refererede til kaptajn Kidd på deres coverversion af "The Pirates Who Don't Do Anything" (2002), der stammer fra VeggieTales' film af samme navn.

### Video games
- Captain Kidd optræder i Persona 5
- Doraemon: Nobita's Great Adventure in the South Seas indholder en karakter baseret Kidd.
- Fire missioner i Assassin's Creed III involverer stykker af et kort, som Kidd har givet til fire af sine besætningsmedlemmer.
- I Assassin's Creed IV: Black Flag er karakteren James Kidd en af William Kidds uægte børn.
- En piratkarakter ved navn Captain Kidd optræder i forskellige computerspil udgivet af SNK: World Heroes 2, World Heroes 2 Jet, World Heroes Perfect og SNK vs. Capcom: Card Fighters Clash.
- I Sid Meier's Pirates! (computerspil fra2004) er Captain Kidd den 3. berømteste pirat i Caribien.